# Le Dôme

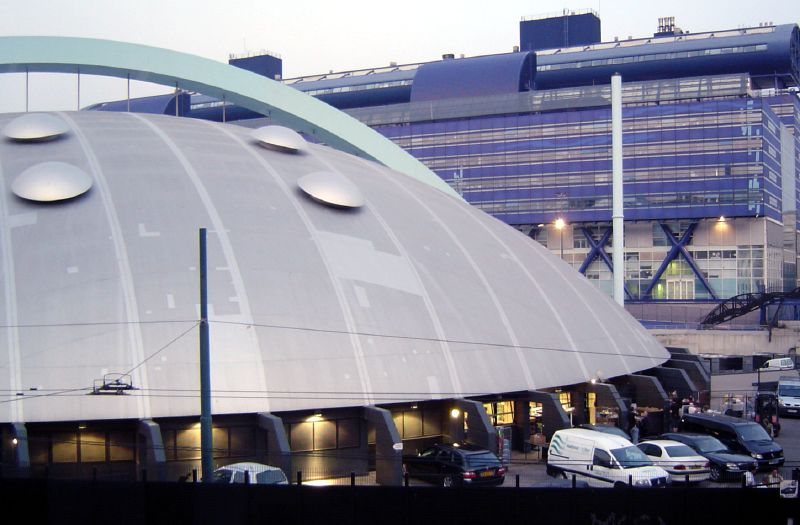
Le Dôme

Le Dôme é um arena multi-uso localizada em Marselha, na França, que suporta 8500 pessoas.